# Bhaga
Bhaga (Sanskrit भग Bhaga m., Geber) ist in der vedischen Mythologie einer der Adityas, ein Nachkomme der Göttin Aditi. Er gilt als Wohlstands- und Liebesstifter sowie als Gott der Heirat.
Im Rigveda erscheint Bhaga als „Verteiler“ oder „Austeiler“, von dem Wohlstand, Glück und auch Macht erwartet werden, sein Name wird dabei sowohl als Eigen- als auch als Gattungsname gebraucht. Als seine Schwester wird an einer Stelle das Morgenrot genannt. In nachvedischen Schriften ist ihm als Gott der Heirat der im Frühjahr liegende Monat Pauṣa gewidmet.
Es wird angenommen, dass es sich bei Bhaga um einen Gott mit umfassenderer Bedeutung gehandelt hat und seine Charakterisierung als Wohlstandsbringer im Rigveda bereits am Ende einer mythologischen Entwicklung steht, auf die er bis dahin herabgesunken ist. Der im persischen Zoroastrismus gebrauchte Gottesname Baga wird mit dem vedischen Bhaga identifiziert. Baga erscheint hier einerseits als Epitheton verschiedener Götter, insbesondere des Ahura Mazda, andererseits als generische Bezeichnung für ‚Gott‘.